# Crosthwaite and Lyth
Crosthwaite and Lyth is een civil parish in het bestuurlijke gebied South Lakeland, in het Engelse graafschap Cumbria. In 2001 telde het dorp 562 inwoners.